# José de Santiago Concha

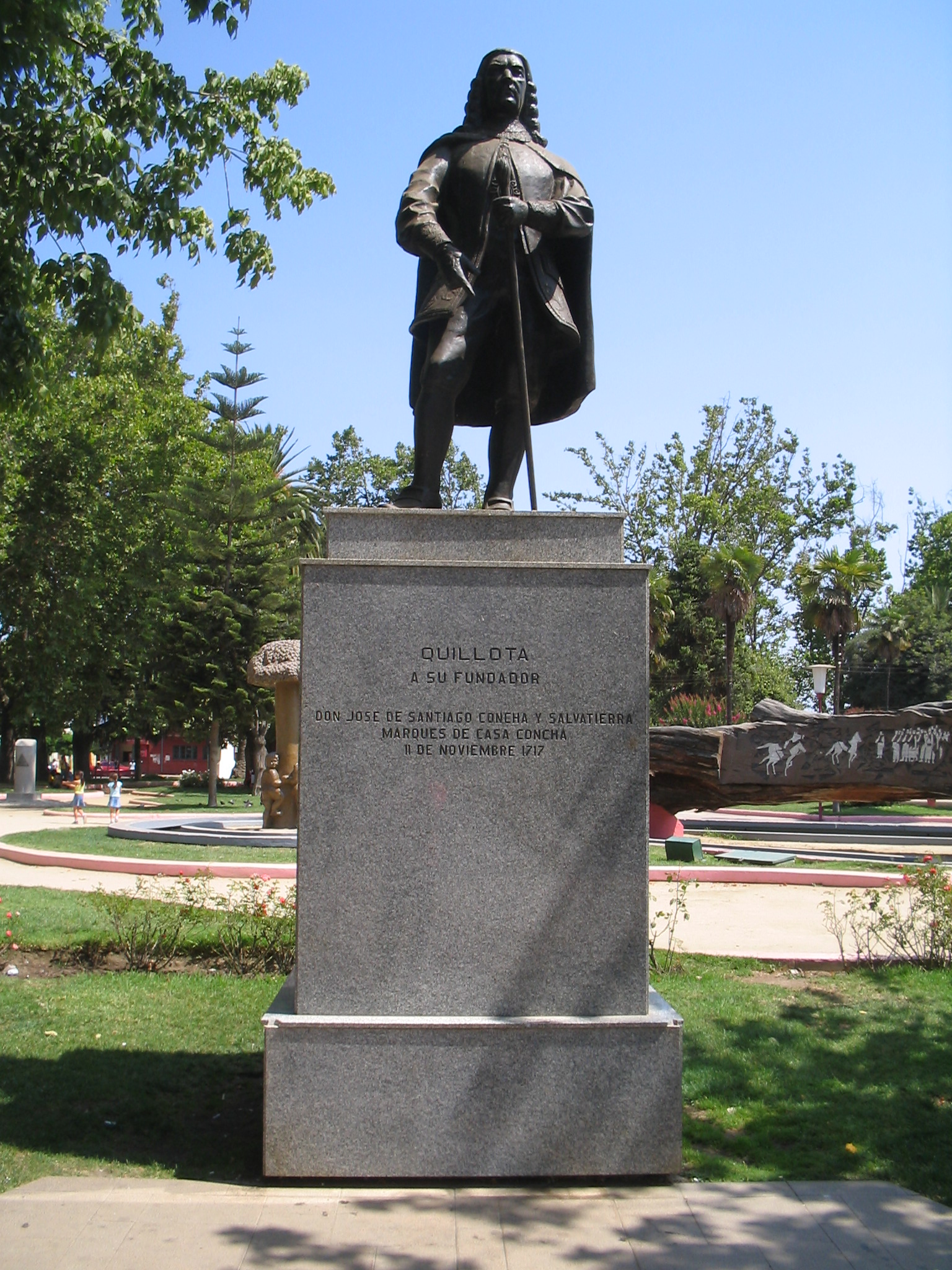
Denkmal José de Santiago Conchas in Quillota.

José de Santiago Concha y Salvatierra (* 1667; † 9. Mai 1741 in Lima, Peru) war ein spanischer Jurist und Richter, der 1716/1717 vorübergehend als Gouverneur von Chile amtierte.

## Leben

### Karriere in der Justiz
Santiago Concha studierte Rechtswissenschaft in Salamanca und war ab 1692 Alcalde del Crimen (Strafrichter) in Lima. Nach dreizehn Jahren wurde er 1705 zum Oidor an die Real Audiencia von Chile berufen.

### Amtszeit als Gouverneur
Mit Verfügung vom 31. Dezember 1716 bestimmte der Vizekönig von Peru Carmine Nicolao Caracciolo die Absetzung von Gouverneur Juan Andrés de Ustariz de Vertizberea. Bis zum Eintreffen des neuen Vertreters der spanischen Krone, Gabriel Cano de Aponte versah Santiago Concha den Posten des chilenischen Gouverneurs.
Er übernahm sein Amt am 5. März 1717 in Valparaíso. Unter seine kurze Amtszeit fiel zum einen der fortgesetzte Kampf gegen den Schmuggel durch Holländer und Franzosen an den chilenischen Küsten. Zudem hatte er den öffentlichen Skandal bei der Absetzung seines Vorgängers zu bewältigen. Nachdem er sein Amt im Dezember an seinen Nachfolger Cano abgegeben hatte, reiste er nach Peru; dort starb er am 9. Mai 1741.